# موتور پمپ حسین‌آباد
موتور پمپ حسین‌آباد یک منطقهٔ مسکونی در ایران است که در دهستان خبر (بافت) واقع شده‌است. موتور پمپ حسین‌آباد ۱۷۱ نفر جمعیت دارد.